# Un chance (lied)
Un chance is een nummer van Dominicaans-Nederlandse zanger Rolf Sanchez. Het werd in april 2024 als single uitgebracht.

## Achtergrond
Op maandag 8 april 2024 liet Sanchez een voorproefje van het nummer zien in een TikTok-video. Vervolgens maakte hij kort daarna via zijn andere socialemediakanalen bekend dat het nummer op vrijdag 12 april 2024 officieel zou worden uitgebracht. Op 11 april 2024, in de middag, heeft Sanchez zijn eerdere aankondiging gecorrigeerd, waarbij hij meldde dat het nummer niet op de daaropvolgende dag zou worden uitgebracht onder 8ball Music, maar om 16:15 uur van dezelfde dag beschikbaar zou zijn op de platforms. Bovendien kondigde hij aan dat het nummer voor het eerst zou worden beluisterd tijdens de 538 Middagshow bij Frank Dane op de hiervoor genoemde tijd.
Un chance is geschreven door Rolf Sanchez, Aldrin Martinez Diaz, Alex van der Zouwen, Andres Sanchez, Andy Clay, Brahim Fouradi, en Eduardo Borges. Het is een Latin pop-nummer waarin in twee talen wordt gezongen; in het Spaans en in het Nederlands.
De demo van dit nummer was ook te horen tijdens de laatste aflevering van de docuserie "Mi Historia"